# V (drank)
V (of V-Energy) is een energiedrank geproduceerd door Frucor Beverages Ltd. sinds augustus 1997. Vanaf 2003 was het verkrijgbaar in supermarkten en tankstations. V had een marktaandeel van ruim 60% in Nieuw-Zeeland en 53% in Australië, wat het al gauw het meest populaire merk van energiedrank in beide landen maakte. V is beschikbaar in vijf varianten, elk verkocht in de vorm van blikjes met een inhoud van 250 ml, glazen flessen van 350 ml en een limited edition van aluminium flesjes van 300 ml, V heeft ook 500 ml blikjes ontwikkeld. V wordt ook geleverd aan het Verenigd Koninkrijk in blikjes en flesjes. In 2007 begon Frucor aan haar uitvoer naar Nederland. In 2007 is het drankje in de Malediven op de markt gebracht. V wordt ook verkocht in Argentinië.

## Ingrediënten
- Koolzuurhoudend water
- suiker (25 mg)
- Guarana-extract
- Cafeïne (31 mg)
- B-vitaminen (0,46 mg)
- Taurine (200 mg)
- Voedingszuren
- Karamel als kleurstof

## Varianten

### V
Uitgebracht op de Nieuw-Zeelandse markt in 1997 en een korte tijd later ook in Australië. Met zijn eigen fles en blikje was V een origineel concept in verhouding tot andere cafeïnehoudende dranken die in 1997 koud verkrijgbaar waren.

### Black V
Dit werd in 2004 uitgebracht in zowel Australië en Nieuw-Zeeland. In plaats van de kunstmatige vruchtensmaak van andere soorten, heeft het een koffiesmaak. Eenmaal uitgebracht in Australië, werd het aanbevolen bij studenten, omdat het een minder zure smaak had. De campagne toonde aan dat een vermoeid lichaam gemakkelijker maagklachten zou krijgen en hoewel Black-V 2 keer zoveel taurine bevatte als de andere soorten, het een zachtere werking op de maag zou hebben.

### Berry V
In 2005 voor het eerst uitgebracht in Nieuw-Zeeland. Berry V had een kunstmatige bessensmaak die aan de traditionele V-smaak werd toegevoegd. Berry V werd in 2007 uitgebracht in Australië.

### Lemon V
Lemon V werd in juni 2008 met een geel en goud label uitgebracht. Het had een citroensmaak.

### Big V
Uitgebracht in oktober 2008. Big V is een aluminium blikje met een inhoud van 500 ml. Verkrijgbaar in de vorm van V en Black-V.

## V-Energy Shots
Monsters werden naar leden van Vrepublic gestuurd, met de waarschuwing dat ze niet verkocht en geconsumeerd mochten worden door personen onder de 16 jaar. Frucor zond de monsters echter toe zonder het controleren van de leeftijd van de ontvangers. V verontschuldigde zich voor de fout met een telefoontje en een brief.

## Concurrenten
V's belangrijkste concurrenten in Australië zijn Mother, Monster, Rockstar en Red Bull, en in Nieuw-Zeeland Red Bull, Lift Plus en Mother (voorheen verkocht als Relentless).